# Tomoxia muriniceps
Tomoxia muriniceps là một loài bọ cánh cứng trong họ Mordellidae. Loài này được Sharp miêu tả khoa học năm 1883.